# Holidays in Eden
Holidays in Eden är Marillions sjätte studioalbum och det andra med sångaren Steve Hogarth. 

## Bakgrund
Albumet släpptes i juni 1991 på EMI, och producerades av Christoper Neil, som tidigare hade producerat Celine Dion, Mike + The Mechanics och Sheena Easton. Bandet ville egentligen ha Chris Kimsey, men han var upptagen, så med Neils produktion och påtryckningar från EMI blev detta också Marillions "poppigaste" album. Förra studioalbumet Seasons End hade gått smidigt att spela in, då all musik i stort sett redan var färdigskriven, men med nytillkomna sångaren Hogarth var bandet tvungna att lära känna varandras arbetssätt att skriva ny musik tillsammans, vilket inte blev helt komplikationsfritt. Tre singlar och tillhörande musikvideos släpptes: "Cover My Eyes", "No One Can" och "Dry Land". Delar av musikvideon till "Dryland" spelades in på Island, och låten hade tidigare spelats in av Hogarths förra band How We Live 1987. Även verserna i singeln "Cover My Eyes" var hämtade från den dåvarande outgivna låten "Simon's Car" med How We Live.
Precis som "Seasons End" nådde "Holidays in Eden" plats sju på UK Albums Chart.
Den 12 oktober 1991 spelade Marillion på Palladium i Stockholm, och den långa världsturnén fortsatte och avslutades 23 oktober 1992 i Baltimore. 

## Låttitlar
1. Splintering Heart  (6:51)
2. Cover My Eyes (Pain And Heaven)  (3:55)
3. The Party  (5:35)
4. No One Can  (4:39)
5. Holidays In Eden  (5:27)
6. Dry Land  (4:41)
7. Waiting To Happen  (4:55)
8. This Town  (3:19)
9. The Rakes Progress  (1:54)
10. 100 Nights  (6:41)